# Chasma Boreale
Il Chasma Boreale è una formazione geologica della superficie di Marte, posta in prossimità del polo nord del pianeta.